# Janów (gemeente in powiat Częstochowski)
De gemeente Janów is een landgemeente in het Poolse woiwodschap Silezië, in powiat Częstochowski.
De zetel van de gemeente is in Janów.
Op 30 juni 2004 telde de gemeente 6066 inwoners.

## Oppervlakte gegevens
In 2002 bedroeg de totale oppervlakte van gemeente Janów 146,96 km², waarvan:
- agrarisch gebied: 45%
- bossen: 50%

De gemeente beslaat 9,67% van de totale oppervlakte van de powiat.

## Demografie
Stand op 30 juni 2004:
| Omschrijving                   | Totaal | Totaal | Vrouwen | Vrouwen | Mannen | Mannen |
| ------------------------------ | ------ | ------ | ------- | ------- | ------ | ------ |
| eenheid                        | aantal | %      | aantal  | %       | aantal | %      |
| inwoners                       | 6066   | 100    | 3030    | 50      | 3036   | 50     |
| bevolkingsdichtheid (inw./km²) | 41,3   | 41,3   | 20,6    | 20,6    | 20,7   | 20,7   |

In 2002 bedroeg het gemiddelde inkomen per inwoner 1266,17 zł.

## Administratieve plaatsen (sołectwo)
Apolonka, Bystrzanowice, Bystrzanowice-Dwór, Czepurka, Góry Gorzkowskie, Hucisko, Janów, Lgoczanka, Lipnik, Lusławice, Okrąglik, Pabianice, Piasek, Ponik, Skowronów, Siedlec, Sokole Pole, Śmiertny Dąb, Teodorów, Zagórze, Złoty Potok, Żuraw.

## Aangrenzende gemeenten
Lelów, Mstów, Niegowa, Olsztyn, Przyrów, Żarki